# Canberk
Canberk ist ein türkischer männlicher Vorname persischer und türkischer Herkunft mit der Bedeutung „stark“; „jemand, der eine stabile Persönlichkeit hat“, gebildet aus den Elementen can und berk.

## Namensträger
- Canberk Aydın (* 1994), türkischer Fußballspieler
- Canberk Dilaver (* 1993), türkischer Fußballspieler